# Office national de l'emploi
 (février 2021).
Si vous disposez d'ouvrages ou d'articles de référence ou si vous connaissez des sites web de qualité traitant du thème abordé ici, merci de compléter l'article en donnant les références utiles à sa vérifiabilité et en les liant à la section « Notes et références ».
L’Office national de l'Emploi (ONEM ; en néerlandais : Rijksdienst voor Arbeidsvoorziening, RVA ; en allemand : Landesamt für Arbeitsbeschaffung, LFA) est une institution du système de la sécurité sociale en Belgique. Elle est chargée par le gouvernement fédéral, donc pour l’ensemble du pays, de l’organisation de l’assurance chômage. Cet office est principalement impliqué dans l’octroi d’un revenu de remplacement aux chômeurs involontaires et à d’autres catégories assimilées.
Dans le système de l'interruption de carrière, du crédit-temps, du congé parental, le lien contractuel entre le travailleur et son employeur est également maintenu. L'ONEM verse dans ce cas une indemnité au travailleur bénéficiant de ce type de suspension de contrat.
Pour ce faire, l’ONEM assume la prévention, l'indemnisation et l'insertion socio-professionnelle.
L’ONEM détermine l'admissibilité d'une personne au droit à une allocation de chômage (sur base d'un travail salarié ou sur base d'études) et détermine selon des facteurs précis le montant de celle-ci.
Cette institution s'occupe de l'indemnisation dans le régime des prépensions conventionnelles.
En 2022, 1.442.582 personnes différentes ont perçu des allocations à charge de l’ONEM.
L'ONEM est constitué de l'administration centrale et de trente bureaux de chômage.